# Wacław Komarnicki
Wacław Tytus Komarnicki (ur. 29 lipca 1891 w Warszawie, zm. 19 marca 1954 w Londynie) – polski prawnik, działacz polityczny, minister sprawiedliwości w Rządzie RP na uchodźstwie, profesor Uniwersytetu Stefana Batorego, członek Polskiej Akademii Umiejętności, poseł na Sejm II i III kadencji w II RP z ramienia Związku Ludowo-Narodowego oraz Stronnictwa Narodowego, członek Komitetu dla Spraw Kraju w 1943 roku.

## Życiorys
Uczęszczał do Gimnazjum Wojciecha Górskiego w Warszawie, w latach 1909–1914 studiował prawo i filozofię na Uniwersytecie Lwowskim i uniwersytecie w Dorpacie. Po studiach pracował jako nauczyciel historii na pensji J. Sikorskiej w Warszawie. Od 1917 działał w Lidze Państwowości Polskiej (członek Zarządu) oraz Związku Odbudowy Państwa Polskiego (sekretarz), w latach 1918-1921 był radcą prawnym w Ministerstwie Spraw Wewnętrznych. Obronił w tym czasie doktorat praw na Uniwersytecie Jagiellońskim (1920). Brał udział w wojnie polsko-bolszewickiej oraz w negocjacjach rozjemczych w Baranowiczach.
Od 1921 był profesorem nadzwyczajnym i kierownikiem Katedry Prawa Państwowego i Nauki o Państwie Uniwersytetu Stefana Batorego, od 1923 profesorem zwyczajnym. W latach 1924–1927 pełnił funkcję dziekana Wydziału Prawa. Kurator i filister honoris causa Polskiej Akademickiej Korporacji Polesia. Prowadził ponadto wykłady z prawa politycznego w Szkole Nauk Politycznych w Warszawie (1929–1939). Pełnił mandat poselski z ramienia Stronnictwa Narodowego (1928–1935); w Sejmie zajmował się głównie problematyką konstytucyjną i oświatową; krytycznie odnosił się do konstytucji kwietniowej. Prowadził również działalność samorządową, w latach 1927–1939 był członkiem Koła Chrześcijańsko-Narodowego w Radzie Miasta Wilna, a 1934–1939 wchodził w skład Rady Naczelnej Związku Miast Polskich.
Po wybuchu II wojny światowej i agresji ZSRR na Polskę przebywał w sowieckim obozie dla jeńców wojennych w obozu jenieckiego NKWD w Griazowcu koło Wołogdy. Po ataku III Rzeszy na ZSRR i zawarciu układu polsko-sowieckiego uwolniony, wyjechał do Wielkiej Brytanii, gdzie kontynuował pracę na University of St Andrews (wykładał tam już od 1924). W 1942 objął tekę ministra sprawiedliwości w rządzie Władysława Sikorskiego, wbrew stanowisku władz Stronnictwa Narodowego na emigracji; wywołało to konflikt w partii i powstanie grupy opozycyjnej z Marianem Seydą na czele. W 1942 wykluczony ze Stronnictwa Narodowego przez Tadeusza Bieleckiego. Komarnicki był ministrem do czasu dymisji rządu Stanisława Mikołajczyka w listopadzie 1944, później wycofał się z życia politycznego. Od 1945 wykładał prawo państwowe i prawo międzynarodowe publiczne na Uniwersytecie w Oksfordzie (kierował Katedrą Prawa Państwowego Polskiego Wydziału Prawa) i polskiej Szkole Nauk Politycznych i Społecznych w Londynie. W 1949 prowadził wykłady w Akademii Prawa Międzynarodowego w Hadze, gdzie omawiał zagadnienie określenia agresora w nowoczesnym prawie międzynarodowym. Członek założyciel Polskiego Towarzystwa Naukowego na Obczyźnie.
Od 1938 był członkiem korespondentem Polskiej Akademii Umiejętności. Należał także do szeregu innych towarzystw naukowych, polskich i zagranicznych, m.in. Polskiego Instytutu Administracyjnego, Towarzystwa Przyjaciół Nauk w Wilnie, rumuńskiego Instytutu Nauk Administracyjnych, Societe de Legislation Comparee w Paryżu, Institut International de l'Histoire Politique et Constitutionelle.

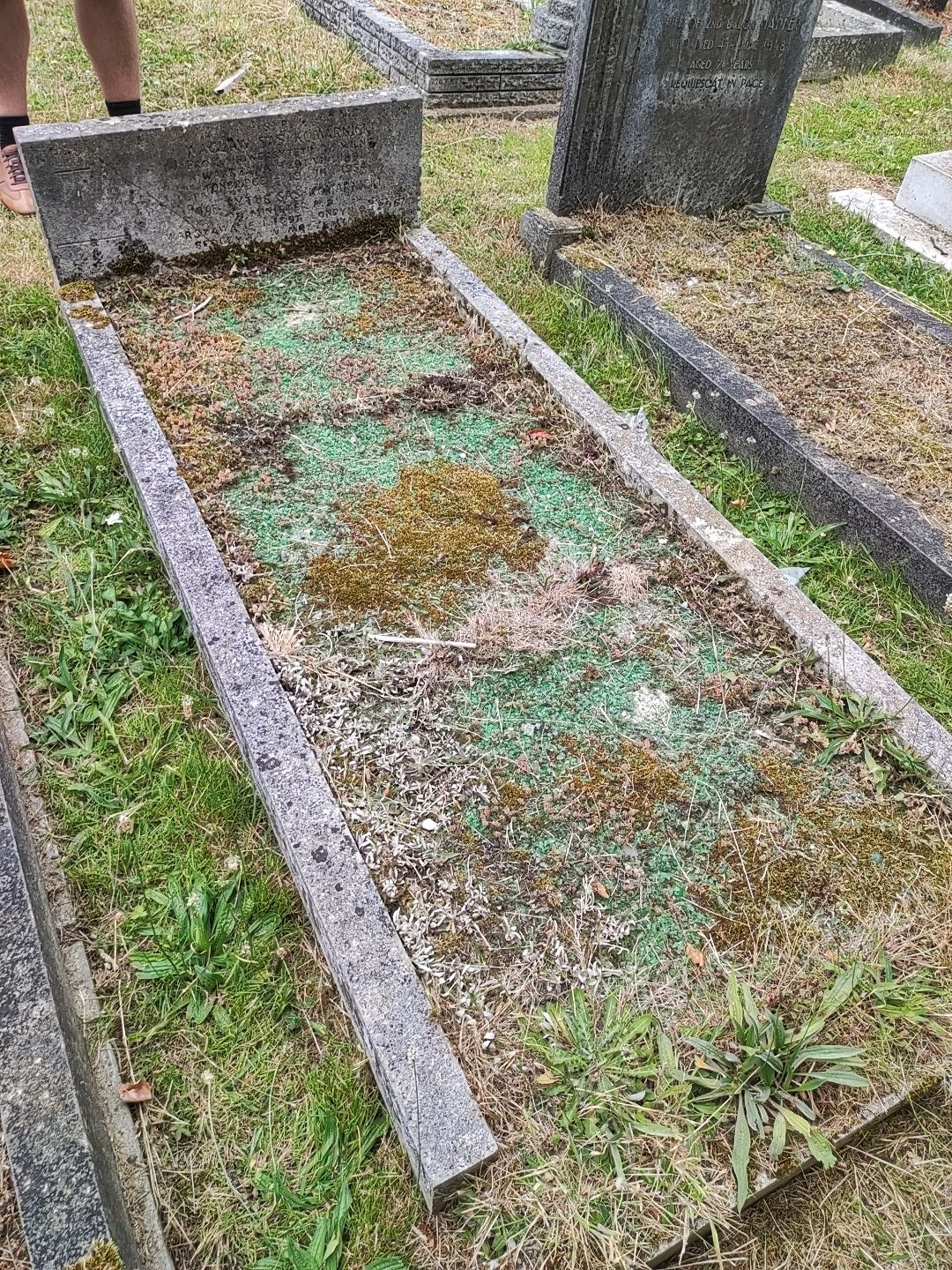
Grób Wacława Komarnickiego

Pochowany na Putney Vale Cementary w Londynie (BS nr 230).

## Rodzina
Był synem fabrykanta, Tytusa Grzegorza Józefa i Józefy z Suszyckich, bratem Tytusa (dyplomaty, autora prac historyczno-prawnych). Ożenił się 7 kwietnia 1934 roku, w parafii św. Stanisława i św. Wacława w Krakowie z Haliną z Filipczyńskich. Był bezdzietny.

## Odznaczenia
Był odznaczony m.in. Medalem Dziesięciolecia Odzyskanej Niepodległości oraz Krzyżem Komandorskim Orderu Gwiazdy Rumuńskiej.

## Publikacje
- Powstawanie państw ze stanowiska nauki o państwie i prawa międzynarodowego (1916)
- O prawach i zobowiązaniach nowo powstałego państwa (1918)
- Ustrój państwowy Austro-Węgier (1918)
- Polskie prawo polityczne. Geneza i system (1922)
- Zarys ustroju państwowego Rzeczypospolitej Polskiej (1923)
- Geneza terytorium państwowego Polski ze stanowiska prawa narodów (1925)
- O zmianie konstytucji polskiej (1927)
- Odbudowa państwowości polskiej na ziemiach wschodnich (1929)
- Ustrój państwa polskiego (1932)
- La definition de l'agresseur (1935)
- O projekcie nowej Konstytucji (1937)
- Ustrój państwowy Polski współczesnej (1937)
- Nowy ustrój państwowy Związku Sowietów (1938)
- Rola prawnika w powojennej Polsce (1942)
- The Spirit of Polish Constitutional Law and Its Recent Development (1945)